# Heuilley-sur-Saône
Heuilley-sur-Saône – miejscowość i gmina we Francji, w regionie Burgundia-Franche-Comté, w departamencie Côte-d’Or.
Według danych na rok 1990 gminę zamieszkiwało 266 osób, a gęstość zaludnienia wynosiła 27 osób/km² (wśród 2044 gmin Burgundii Heuilley-sur-Saône plasuje się na 647. miejscu pod względem liczby ludności, natomiast pod względem powierzchni na miejscu 940.).